# Mikael Pernfors
Mikael Pernfors, född 16 juli 1963 i Malmö, Malmöhus län, är en svensk tidigare professionell tennisspelare, som 1986 spelade final i Franska öppna mästerskapen. Pernfors blev professionell tennisspelare på ATP-touren 1985. Han vann tre singeltitlar och spelade i ytterligare två finaler. Han nådde sin bästa ranking, nummer tio, i september 1986.

## Tenniskarriären
Mikael Pernfors slog efter collegestudier i USA igenom relativt sent som tennisspelare. Han var rankad 7:a i Skåne som 18-åring. Han var aktiv på ATP-touren under 1985-1998.  Han tvingades avsluta sin tävlingskarriär på grund av ett flertal skador.
Pernfors största framgång i Grand Slam-turneringar var i Franska öppna 1986. I finalen mötte han världsettan Ivan Lendl, som vann med 6-3, 6-2, 6-4.
Pernfors spelade även dubbel och var som bäst rankad nummer 33 (juli 1986).
Han deltog i det svenska Davis Cup-laget 1986, 1987 och 1989. Han spelade totalt sex matcher av vilka han vann tre. 1986 spelade Sverige världsfinal borta mot Australien. Det svenska laget förlorade med 2-3 i matcher. Mikael Pernfors besegrade Paul McNamee (6-3, 6-1, 6-3) men förlorade den avgörande matchen mot 1987 års Wimbledonmästare Pat Cash i en jämn match över fem set (6-2, 6-4, 3-6, 4-6, 2-6).

## Spelaren och personen
Efter avslutad tenniskarriär har Pernfors bland annat arbetat som sportchef för Swedish Open. Han är numera bosatt i Vero Beach, Florida i USA tillsammans med hustrun Kristina och barn.
Pernfors representerade Fair Play Tennisklubb när han hade internationella framgångar, men tidigare spelade han i både Trelleborgs TK och Höllvikens TK. Under ett par säsonger representerade han TSK Malmen och bidrog till att föra upp klubben i elitserien. Som junior representerade även hustrun Kristina TSK Malmen.
Efter seniorkarriären har han deltagit i veterantävlingar.

## Singeltitlar
- 1988 - Los Angeles, Scottsdale
- 1993 - Montréal

## Dubbeltitel
- 1989 - Charleston